# Kelloggella quindecimfasciata
Kelloggella quindecimfasciata es una especie de peces de la familia Gobiidae en el orden Perciformes.

## Morfología
Los machos pueden llegar a alcanzar los 2 cm de longitud total.

## Hábitat
Es un pez de mar y, de clima tropical y demersal.

## Distribución geográfica
Se encuentra en Chagos, las Islas Cook, el Japón (incluyendo las Islas Ryukyu), las Islas Marshall, Pitcairn y las Seychelles. 

## Observaciones
Es inofensivo para los humanos. 